# Canton d'Aubière
Le canton d'Aubière est une circonscription électorale française située dans le département du Puy-de-Dôme et la région Auvergne-Rhône-Alpes.

## Géographie
Ce canton est organisé autour d'Aubière dans l'arrondissement de Clermont-Ferrand. Son altitude varie de 343 m (Aubière) à 837 m (Romagnat) pour une altitude moyenne de 420 m.

## Histoire
Le canton a été créé en 1982 par scission du canton de Clermont-Ferrand-Sud,. Le périmètre du canton n'est pas modifié par le redécoupage des cantons de 2014.

## Représentation

### Représentation avant 2015
| Période | Période | Identité                   | Étiquette                               | Qualité |
| ------- | ------- | -------------------------- | --------------------------------------- | --- |
| 1982    | 1988    | Arsène Boulay              | PS                                      | Fonctionnaire des Ponts et chaussées Député de la 1re circonscription du Puy-de-Dôme (1963 → 1978) Président du conseil général du Puy-de-Dôme (1970 → 1973 puis 1976 → 1988) Ancien conseiller général du canton de Clermont-Ferrand-Sud (1962 → 1982) Maire de Romagnat (1945 → 1985) |
| 1988    | 2008    | Hubert Tarrérias           | Groupe Union des Républicains (UMP+UDF) | Cadre de l'industrie pharmaceutique maire d'Aubière (1983 → 2008) |
| 2008    | 2015    | Laurence Mioche-Jacquesson | PS                                      | Conseillère municipale de Romagnat |

#### Résultats électoraux
En 2008, quatre candidats se sont représentés dans le canton. La candidate socialiste Laurence Mioche-Jacquesson remporte les élections au second tour avec 51,03 % des voix battant Hubert Tarrérias, conseiller général sortant avec 48,97 % des voix. Le taux de participation est de 63,45 %.

### Représentation à partir de 2015
| Période élective | Période élective | Mandat | Mandat   | Identité             | Nuance | Nuance | Qualité                                                                                                 |
| ---------------- | ---------------- | ------ | -------- | -------------------- | ------ | ------ | --- |
| 2015             | 2021             | 2015   | 2021     | Pierre Riol          |        | DVD    | Chirurgien-dentiste, maire de Pérignat-lès-Sarliève                                                     |
| 2015             | 2021             | 2015   | 2021     | Eléonore Szczepaniak |        | DVD    | Conseillère municipale d'Aubière                                                                        |
| 2021             | 2028             | 2021   | en cours | Pierre Riol          |        | DVD    | Conseiller sortant 9e vice-président du conseil départemental chargé de l'environnement                 |
| 2021             | 2028             | 2021   | en cours | Eléonore Szczepaniak |        | DVD    | Conseillère sortante 4e vice-présidente du conseil départemental chargée de l'enfance et de la jeunesse |

### Résultats détaillés

#### Élections de mars 2015
À l'issue du 1er tour des élections départementales de 2015, deux binômes sont en ballottage : Pierre Riol et Eléonore Szczepaniak (Union de la Droite, 26,64 %) et Laurence Mioche-Jacquesson et Eric Sinsard (DVG, 19,54 %). Le taux de participation est de 51,72 % (7 488 votants sur 14 477 inscrits) contre 52,8 % au niveau départemental et 50,17 % au niveau national.
Au second tour, Pierre Riol et Eléonore Szczepaniak (Union de la Droite) sont élus avec 50,32 % des suffrages exprimés et un taux de participation de 50,93 % (3 396 voix pour 7 372 votants et 14 476 inscrits).

#### Élections de juin 2021
Le premier tour des élections départementales de 2021 est marqué par un très faible taux de participation (33,26 % au niveau national). Dans le canton d'Aubière, ce taux de participation est de 38,32 % (5 524 votants sur 14 416 inscrits) contre 36,11 % au niveau départemental. À l'issue de ce premier tour, deux binômes sont en ballottage : Pierre Riol et Eléonore Szczepaniak (DVD, 48,07 %) et Marie-Angele Pugliese et Éric Sinsard (Union à gauche, 39,48 %).
Le second tour des élections est marqué une nouvelle fois par une abstention massive équivalente au premier tour. Les taux de participation sont de 34,36 % au niveau national, 37,4 % dans le département et 38,53 % dans le canton d'Aubière. Pierre Riol et Eléonore Szczepaniak (DVD) sont élus avec 57,43 % des suffrages exprimés (3 013 voix pour 5 554 votants et 14 414 inscrits),,. 

## Composition
Depuis sa création, le canton est composé de trois communes,.
| Nom                             | Code Insee | Intercommunalité            | Superficie (km2) | Population (dernière pop. légale) | Densité (hab./km2) | Modifier                                    |
| ------------------------------- | ---------- | --------------------------- | ---------------- | --------------------------------- | ------------------ | ------------------------------------------- |
| Aubière (bureau centralisateur) | 63014      | Clermont Auvergne Métropole | 7,68             | 10 273 (2022)                     | 1 338              | modifier les données · modifier les données |
| Pérignat-lès-Sarliève           | 63272      | Clermont Auvergne Métropole | 3,90             | 2 875 (2022)                      | 737                | modifier les données · modifier les données |
| Romagnat                        | 63307      | Clermont Auvergne Métropole | 16,84            | 7 905 (2022)                      | 469                | modifier les données · modifier les données |
| Canton d'Aubière                | 6303       |                             | 28,42            | 21 053 (2022)                     | 741                | modifier les données                        |

## Démographie

### Démographie avant 2015

#### Évolution démographique
| 1982   | 1990   | 1999   | 2006   | 2011   | 2012   |
| ------ | ------ | ------ | ------ | ------ | ------ |
| 17 093 | 19 090 | 20 296 | 20 940 | 20 195 | 20 199 |

#### Pyramide des âges
| Hommes | Classe d’âge | Femmes |
| ------ | ------------ | ------ |
| 0,4    | 90 ans ou +  | 1      |
| 7,1    | 75 à 89 ans  | 10,1   |
| 16,6   | 60 à 74 ans  | 15,9   |
| 19,9   | 45 à 59 ans  | 22,2   |
| 16,6   | 30 à 44 ans  | 15,9   |
| 27,8   | 15 à 29 ans  | 21,7   |
| 13,6   | 0 à 14 ans   | 13,4   |

| Hommes | Classe d’âge | Femmes |
| ------ | ------------ | ------ |
| 0,4    | 90 ans ou +  | 1,2    |
| 6,9    | 75 à 89 ans  | 10,8   |
| 15,3   | 60 à 74 ans  | 15,8   |
| 21     | 45 à 59 ans  | 20,4   |
| 20,1   | 30 à 44 ans  | 18,4   |
| 19,5   | 15 à 29 ans  | 17,8   |
| 16,9   | 0 à 14 ans   | 15,5   |

### Démographie depuis 2015
En 2022, le canton comptait 21 053 habitants, en évolution de +2,73 % par rapport à 2016 (Puy-de-Dôme : +2,1 %, France hors Mayotte : +2,11 %).
| 2013   | 2018   | 2022   |
| ------ | ------ | ------ |
| 20 352 | 21 231 | 21 053 |